# Покатак (Коннектикут)
Покатак (англ. Pawcatuck) — переписна місцевість (CDP) в США, в окрузі Нью-Лондон штату Коннектикут. Населення — 5433 особи (2020).

## Географія
Покатак розташований за координатами 41°22′26″ пн. ш. 71°51′23″ зх. д. / 41.37389° пн. ш. 71.85639° зх. д. (41.373912, -71.856384).  За даними Бюро перепису населення США в 2010 році переписна місцевість мала площу 8,87 км², з яких 8,84 км² — суходіл та 0,03 км² — водойми.

## Демографія
Згідно з переписом 2010 року, у переписній місцевості мешкали 5624 особи в 2510 домогосподарствах у складі 1439 родин. Густота населення становила 634 особи/км².  Було 2755 помешкань (311/км²).
Расовий склад населення:
| - 92,4 % — білих - 1,9 % — азіатів - 1,2 % — чорних або афроамериканців - 0,7 % — корінних американців |

До двох чи більше рас належало 2,9 %. Частка іспаномовних становила 2,7 % від усіх жителів.
За віковим діапазоном населення розподілялося таким чином: 23,0 % — особи молодші 18 років, 61,4 % — особи у віці 18—64 років, 15,6 % — особи у віці 65 років та старші. Медіана віку мешканця становила 41,1 року. На 100 осіб жіночої статі у переписній місцевості припадало 91,9 чоловіків;  на 100 жінок у віці від 18 років та старших — 87,8 чоловіків також старших 18 років.
Середній дохід на одне домашнє господарство  становив 68 083 долари США (медіана — 49 522), а середній дохід на одну сім'ю — 83 586 доларів (медіана — 65 530). Медіана доходів становила 51 099 доларів для чоловіків та 45 325 доларів для жінок. За межею бідності перебувало 15,2 % осіб, у тому числі 27,9 % дітей у віці до 18 років та 12,1 % осіб у віці 65 років та старших.
Цивільне працевлаштоване населення становило 2503 особи. Основні галузі зайнятості: освіта, охорона здоров'я та соціальна допомога — 25,2 %, мистецтво, розваги та відпочинок — 18,8 %, виробництво — 16,9 %.